# آکیرا توشیما
آکیرا توشیما (انگلیسی: Akira Toshima؛ زادهٔ ۴ اکتبر ۱۹۹۱) بازیکن فوتبال اهل ژاپن است.